# ديونيسيو كاريراس
ديونيسيو كاريراس (بالإسبانية: Dionisio Carreras)‏ هو عداء مراثوني إسباني، ولد في 9 أكتوبر 1890 في كودو في إسبانيا، وتوفي في 16 يوليو 1949 في سرقسطة في إسبانيا بسبب سرطان.

## وصلات خارجية
- ديونيسيو كاريراس على موقع أوليمبيديا (الإنجليزية)